# Don't Say a Word
Don't Say a Word è un film del 2001 diretto da Gary Fleder, basato sull'omonimo romanzo di Andrew Klavan con protagonista Michael Douglas.

## Trama
Brooklyn, 1991. La gang di Patrick Koster ruba in una banca un rubino del valore di 10 milioni di dollari ma durante la fuga uno dei ladri sottrae la pietra agli altri membri della banda sostituendola con un orologio.
Manhattan, vigilia del giorno del ringraziamento 2001. La banda ha passato 10 anni in carcere e, dopo aver ucciso l'anziana proprietaria di un appartamento, ne prende possesso installandovi una base operativa in quanto al piano inferiore vive lo psichiatra Nathan Conrad con la moglie Aggie e la figlia Jessie di otto anni. Durante la notte quest'ultima viene rapita per costringere lo psichiatra, ricattandolo, a far ricordare a Elisabeth Burrows, una diciottenne ricoverata da anni in un ospedale psichiatrico, un numero a 6 cifre. Elisabeth non parla, è violenta e sembra colpita da amnesia ma Nathan capisce che in realtà è dotata ed è una simulatrice. Inizialmente appare quasi impossibile interagire con lei ma lo psichiatra riesce a conquistare la sua fiducia.
Nathan riesce a condurre fuori dall'ospedale Elisabeth e in una fermata della metropolitana la ragazza ricorda il suo passato: suo padre aveva rubato il rubino ma gli altri componenti della banda lo hanno ucciso gettandolo sulle rotaie all'arrivo del treno, sotto i suoi occhi. Il padre era riuscito a nascondere la pietra dentro la sua bambola di pezza e il numero a sei cifre è 815508 ed è il numero della tomba di suo padre sepolto ad Hart Island: la bambola con il rubino è nascosta proprio nella sua bara. Nathan ed Elisabeth raggiungono l'isola dove trovano Koster con i suoi uomini e Jessie. Elisabeth è costretta a rivelare il numero e la tomba con la bambola vengono ritrovate, ma Koster una volta in possesso del rubino ordina ai suoi di sparare a Nathan. Ne segue una colluttazione e anche grazie all'arrivo della detective Sandra Cassidy che era sulle loro tracce Nathan riesce a salvarsi. Gli uomini di Koster vengono uccisi e lui cade in una tomba e muore sepolto vivo quando Nathan fa scattare il meccanismo che gli rovescia la terra addosso. Nathan potrà finalmente tornare a casa con sua figlia portando con loro anche Elisabeth.

## Produzione

### Riprese
Le riprese del film sono iniziate il 15 dicembre 2000. Gran parte delle riprese, per motivi di budget, sono state effettuate in Canada. Le scene nel cimitero di Hart Island sono state effettuate in un enorme magazzino.

### Distribuzione
Il film è stato distribuito il 28 settembre 2001 in Canada e Stati Uniti, a causa dell'uscita del film appena due settimane dopo gli attacchi dell'11 settembre, i realizzatori hanno pensato di ritardare il film, ma alla fine hanno deciso di non farlo. Tuttavia si sono mossi per tagliare e sostituire rapidamente le inquadrature del World Trade Center dal montaggio, come l'inquadratura di apertura, che ora mostra invece Brooklyn. In Italia il film è stato distribuito il 12 aprile 2002.

### Box Office
Durante il week-end d'apertura il film ha incassato 17090474 $. Gli incassi totali ammontano a 100020092 $, a fronte di un budget di 50 milioni di dollari.

### Internazionale
Titoli alternativi nel mondo:
- Francia: Pas un mot...
- Germania: Sag' kein Wort
- Austria: Sag kein Wort
- Russia: Не говори ни слова
- Grecia: Min peis lexi
- Canada: Ne dites rien
- Croazia: Ne reci ni rijec
- Polonia: Nikomu ani słowa
- Ungheria: Ne szólj száj!
- Portogallo: Nem uma Palavra
- Turchia: Sakin konusma
- Giappone: Sound of Silence
- Spagna: Ni una palabra